# Светлана Кнежевић Лукић
Светлана Кнежевић Лукић (Београд, 1971) српски је графички дизајнер и фотограф. Тренутно ради као доцент на Факултету савремених уметности у Београду.

## Биографија
Завршила је Графичку школу на Новом Београду, а затим је 1997. године дипломирала на Факултету савремених уметности у Београду, на одсеку графички дизајн − фотографија. Магистрирала је графички дизајн на одсеку плакати, 2004. године на Факултету примењених уметности у Београду. Члан Удружења ликовних уметника примењених уметности и дизајнера Србије (УЛУПУДС) постала је 2006. године.
Као уметнички фотограф и уредник фотографије радила је у Дизајн студију „Желнид” (1997–2001), после чега је као уметнички фотограф ангажована у раду више агенција за дизајн (2001–2004). За Политикин Забавник радила је као илустратор (2004–2010). На Академији лепих уметности у Београду, на смеру Фотографија, најпре је била запослена у звању асистента, а потом и у звању доцента (2004–2017). Од 2017. године ради у звању доцента на Факултету савремених уметности у Београду. Студентима предаје предмете из области примењених уметности и дизајна.
Самостално је излагала у Народном позоришту у Београду 2004. године, као и у Малој галерији Сингидунум у Београду 2008. године.

## Изложбе
Светлана Кнежевић Лукић учествовала је на великом броју изложба.
Јавно излагање уметничког дела на самосталним изложбама:
- „Изложба илустрација“, Сингидунум Мала галерија, Београд, 2008;
- „Шекспиров фестивал“, изложба плаката, Народно позориште, Београд, 2004;

Јавно излагање уметничког дела на колективним жирираним изложбама:
- “39 Мајска изложба“-Јавно купатило, 2007;
- „Илустратори Политикиног Забавника“- Музеј примењених уметности, 2007;
- „44. Златно перо Београда“-галерија Прогрес, 2007;
- „14 Међуклупска изложба фотографија“, Центар Шумице , 1998;
- „“ Студентски град, Београд, 1997;
- „The fourth international biennial of miniature art“, Горњи Милановац, 1997;
- „Biennale van de kleingrafiek“, Белгија, 1997;
- „Дани фотографије Србије“, Београд, 1995.

Комерцијална реализација уметничког дела:
- Фотографије за часопис „Best shop“, Београд, 2014;
- Илустрације за Политикин Забавник (2004-2010);
- Фотографије за календаре, публикације (ЖТП Београд, 1997-2001);
- Графичка решења за амбалажу и сл. (поједине агенције за дизајн);
- Плакат за представу „Љубинко и Десанка“, Атеље 212, Београд, 1996.

Учествовање или вођење посебних уметничких курсева, семинара или мајсторских радионица:
- „Мала радионица за предшколце“, Београд, 2014;
- Вођење уметничке колоније „Ехо фестивал“, 2003, Земун;

Учешће на домаћим или међународним конкурсима уметничких дела:
- Конкурс за Београдски сувенир, Културни центар Београда 2006-2007 (идејна решења за мајице, качкете, канцеларијски програм).